# Athyone glasselli
Athyone glasselli is een zeekomkommer uit de familie Sclerodactylidae.
De wetenschappelijke naam van de soort werd in 1936 gepubliceerd door Elisabeth Deichmann.